# 巴瓦罗
巴瓦羅（西班牙語：Bávaro）是位於多明尼加拉阿爾塔格拉西亞省之蓬塔卡納的城鎮，原本被開發為休閒的度假區，後來城鎮內的旅館業開始蓬勃發展，巴瓦羅逐渐成為多明尼加發展觀光業的中心之一。
巴瓦羅近年來旅遊業快速成長，城鎮內的觀光景點距離蓬塔卡納國際機場只有數分鐘的車程。